# Symbian OS
Symbian OS è stato un sistema operativo per dispositivi mobili, prodotto da Symbian Foundation (Nokia). Il suo sviluppo è stato supportato da Accenture dal 2012 al 2016 ma, dopo l'acquisto da parte di Microsoft della divisione Devices & Service di Nokia che comprendeva anche lo sviluppo di questo OS, nessun hardware lo supporta più.

## Storia
Symbian OS è l'erede del sistema operativo EPOC, nella sua incarnazione EPOC32, creato dalla Psion alla fine degli anni novanta per la sua linea di palmari. La sua nascita risale al giugno del 1998 con la creazione della compagnia indipendente Symbian Limited nata dalla cooperazione di diverse compagnie telefoniche e dalla stessa Psion. I primi dispositivi mobili a utilizzare questo sistema operativo furono il Sony Ericsson P800 e i Nokia 9210 e 7650. L'ultima versione disponibile del sistema operativo è la 10.1.
Nel giugno 2008 Nokia comunicò l'intenzione di rilevare le quote azionarie delle altre società al fine di divenire l'unico proprietario del sistema operativo e, una volta completata l'acquisizione, di renderlo open source con la creazione di Symbian Foundation: essa sarebbe stata formata dai vecchi proprietari e aperta ad altri produttori e si sarebbe occupata di unificare tutte le interfacce in una nuova release del sistema operativo e di gestirne l'apertura agli sviluppatori esterni. Così Symbian è diventato, a partire dal 4 febbraio 2010, un sistema operativo libero. Inoltre, anche la documentazione relativa alle API fu resa disponibile pubblicamente.
L'11 febbraio 2011 Nokia e il suo nuovo AD Stephen Elop scelsero di adottare sul proprio hardware il nuovo sistema operativo di Microsoft, Windows Phone 7, come "piattaforma principale" affiancando la piattaforma Symbian. Il 5 aprile 2011 Nokia annunciò un cambiamento nei criteri necessari per contribuire al progetto, trasformandolo da un progetto libero a codice aperto a un progetto dove solo le aziende potranno collaborare al suo sviluppo. Il 27 aprile 2011 Nokia annunciò che lo sviluppo della piattaforma Symbian sarebbe stato commissionato alla società Accenture, già da tempo partner strategico della società finlandese. L'accordo prevedeva il passaggio di circa 3.000 dipendenti da Nokia ad Accenture.
Il 24 gennaio 2013 Nokia comunicò di non voler più implementare Symbian sui propri dispositivi. L'11 giugno successivo annunciò anche di voler terminare la produzione dei dispositivi dotati di Symbian.
Il 1º gennaio 2014 Nokia chiuse Ovi, lo store di Symbian, non accettando più la pubblicazione di nuovi contenuti né aggiornamenti per le applicazioni già pubblicate.

## Caratteristiche
Come altri sistemi operativi, Symbian dispone di funzionalità di multithreading, multitasking e protezione della memoria. Grande importanza è data all'utilizzo della memoria, mediante tecniche specifiche di Symbian che determinano la rarità degli errori dovuti a una cattiva gestione della stessa (memory leak). Tecniche analoghe permettono un'altrettanto efficiente gestione dello spazio su disco. Il funzionamento di Symbian è basato su eventi e la CPU è automaticamente disabilitata quando non vi siano eventi attivi: il corretto uso di questa tecnica aiuta ad assicurare alle batterie una durata maggiore (molto importante sui telefoni cellulari).

## Interfacce
Numerose interfacce di dispositivi mobili (dette anche "piattaforme"), sviluppate direttamente dai produttori dei dispositivi, sono basate su Symbian:
- Nokia Serie 60 o S60 (la più diffusa): usata (oltre che da Nokia) anche da Siemens, Sendo, Panasonic, Samsung
- Nokia Serie 80: usata dai "communicator" di Nokia (tranne l'E90 che utilizza la Serie 60)
- Nokia Serie 90: usata da alcuni tablet di Nokia (ad es. il 7710)
- UIQ: una flessibile interfaccia utente contenente una piattaforma di sviluppo testata per Symbian OS. Utilizzando questa piattaforma programmatica è possibile creare un'intera cartella o diversi tipi di suoni basati su una singola linea di codice. Propone una serie di funzionalità tra le quali una suite di messaggi, connessione ad internet, giocabilità in rete con altri utenti, download di informazioni ed applicazioni aziendali. Supporta una molteplicità di linguaggi di programmazione offrendo inoltre un software development kit, con cui gli sviluppatori software creano ed organizzano servizi in C++ e Java.[10]
- MOAP: usata per terminali di Fujitsu, Mitsubishi, Sony Ericsson e Sharp per NTT DoCoMo in Giappone.

## Versioni
- Symbian OS 6. È del 2001 la prima versione del sistema operativo con il nuovo nome. Viene aggiunto il supporto al Bluetooth.
  - Con la release 6.2 era possibile trasferire via Bluetooth/IrDA qualsiasi tipo di file, da una suoneria a un installer di un programma. Il primo cellulare con sistema "aperto" fu il Nokia 9210. Fu introdotta la strategia delle differenti interfacce per diversi costruttori e tipi di dispositivi (con o senza tastiera, con tastiera estesa, etc).
- Symbian OS 7. Nel 2003 con questa release vennero aggiunti il supporto a EDGE e IPv6. Con la versione 7.0 i file .mid, .sis, .java e .mp3 sono diventati oggetti protetti e non inviabili tramite la normale funzione del telefono (ma non tramite programmi aggiuntivi, basta infatti rinominare l'estensione del file da inviare per esempio come nomefile.txt con un semplice programma come FExplorer), per evitare la riproduzione illegale di contenuti. Ma il formato .midi, presumibilmente per una dimenticanza dei programmatori, è inviabile.
- Symbian OS 8. Uscì nel 2004 con nuove API per il supporto a CDMA, 3G, data streaming, DVB-H, OpenGL ES. È stato prodotto con due kernel differenti: EKA1 e EKA2. Dalla versione 8 anche il formato .midi è risultato protetto e quindi non inviabile ad altro apparecchio.
- Symbian OS 9. Si sceglie di sviluppare solo il kernel EKA2, perdendo parte della retrocompatibilità.
  - La versione 9.1 esce nel 2005 con molte caratteristiche di sicurezza e il supporto a bluetooth 2.0.
  - La release 9.2 esce nel primo quadrimestre del 2006, è completamente retrocompatibile con tutte le funzionalità e i programmi della versione precedente, introduce il supporto alla lingua vietnamita, supporto alla OMA Device Management 1.2.
  - La versione 9.3 distribuita il 12 luglio del 2006 include miglioramenti nella gestione della memoria, il supporto nativo per Wi-Fi e gli aggiornamenti tramite la via OTA[11].
  - La release 9.4 è stata annunciata nel marzo 2007. Per gli High-performance smartphone il risparmio di RAM utilizzata è del 20-30% in meno per un'accensione più rapida di qualche secondo per quanto riguarda il sistema e del 75% in meno per i programmi. La versione introduce un Location-based service e ottimizza la ricezione del digitale terrestre, ma in generale sono migliorate tutte le capacità multimediali: supporto per fotocamera (una serie di automatismi per scatti facili, immediati e perfetti), le funzionalità VoIP e il passaggio automatico dalla connettività 3G e GSM a quella VoIP, e la funzionalità touch screen.
  - La release 9.5 è stata annunciata il 26 marzo 2007, include il supporto nativo per i dispositivi mobili per le trasmissioni televisive digitali nei formati DVB-H e ISDB-T e anche servizi di localizzazione.[12]

### Versioni con codice aperto
- Symbian^1, essendo la prima release uscita nell'ottobre 2008[13], costituisce la base per la piattaforma. Incorpora Symbian OS e S60 5th Edition (che si basa su Symbian OS 9.4) e quindi non è stato reso disponibile open source.
- Symbian^2, basato su Symbian OS 9.5, venne distribuito il 1º giugno 2010[14]. Alcune porzioni sono concesse in licenza EPL, ma la maggior parte del codice sorgente è sotto la licenza proprietaria SFL e disponibile solo per i membri della Symbian Foundation.
- Symbian^3, distribuito a settembre 2010 ha introdotto nuove caratteristiche come una nuova architettura grafica 2D e 3D, miglioramenti dell'interfaccia utente e il supporto per display esterno tramite HDMI. Introduce le tre schermate personalizzabili
  - Symbian Anna, distribuito da Nokia nel mese di aprile 2011, include diversi miglioramenti tra cui un nuovo browser, una tastiera virtuale con orientamento verticale, nuove icone e lo scorrimento della homescreen.
  - Nokia Belle è un aggiornamento di Symbian Anna. Questa versione segna un ulteriore cambio di rotta nella strategia di branding, abbandonando il nome Symbian per questo sistema operativo. Il 24 agosto 2011, Nokia annuncia ufficialmente Belle per quattro nuovi smartphone, il Nokia 600, Nokia 603, Nokia 700, e il Nokia 701. Inoltre, annuncia che Belle arriverà su tutti i dispositivi Symbian^3 esistenti nel primo trimestre del 2012. Nokia Belle aggiunge ai miglioramenti di Anna barra di notifica a discesa, un'integrazione maggiore con il Near Field Communication (NFC), widgets di forma e grandezza variabile e aumenta a un massimo di sei il numero di homescreen disponibili rispetto alle precedenti tre[15].

## Compatibilità
- I dispositivi dotati di una versione compresa dalla 7.0 alla 8.1 sono spesso compatibili tra loro.
- Dalla versione 9.1 in poi tutti i dispositivi non supporteranno le applicazioni delle versioni precedenti, per la presenza del kernel EKA2, in luogo di EKA1.
- La versione 9.2 è parzialmente compatibile con alcuni programmi per Symbian 9.4 (versione per touchscreen).
- Alcune applicazioni per Symbian^3 sono in parte compatibili, con Symbian^1.

## Particolarità
- Alcuni telefoni, a partire dalla versione 9.1, sono stati dotati di acceleratore grafico 3D: Nokia N93, N93i (versione 9.1), N95, N95 8GB, N82 (versione 9.2).  Attualmente nessun telefono basato sulla versione 9.3 ha un acceleratore grafico 3D (quindi, neppure i Nokia N79, N85, N96).
- La TV mobile e la tecnologia HSDPA non appartengono a una versione "specifica" di Symbian, ma si possono trovare su alcuni dei telefoni più o meno recenti come i Nokia N92 (non commercializzato in alcuni Paesi, tra cui l'Italia) ed i Nokia N96.

## Applicazioni
Per Symbian OS era disponibile un vasto numero di applicazioni, sia gratuite che a pagamento, il che lo rendeva un prodotto espandibile e personalizzabile. Sono stati importati inoltre numerosi giochi da console in versione mobile, ottimizzati per il telefono, e inoltre vi era l'integrazione del navigatore gratuito Ovi Maps. Era anche possibile visionare e modificare direttamente dal telefono documenti nei formati Word, Excel, PowerPoint, Outlook Express e PDF, supportati nativamente, tramite applicazioni integrate (per i telefoni più recenti) o di terze parti (per quelli più datati).
Dopo l'acquisizione della gestione di servizi e prodotti Nokia da parte di Microsoft a partire dal 3 settembre 2013, l'11 ottobre seguente è stato annunciato che lo store Symbian sarebbe stato chiuso. La chiusura definitiva è avvenuta il 1º gennaio 2014, impedendo così di inserire aggiornamenti per le app già disponibili sia di pubblicarne di nuove.

## Diffusione
Symbian ha avuto tra i suoi concorrenti principali i sistemi operativi per dispositivi mobili come iOS, Windows Phone, Android, BlackBerry OS, Bada.
Come visibile dalla tabella che segue, il picco percentuale di Symbian nel mercato degli smartphone si è verificato intorno al 2005-2006, con quasi 3/4 degli smartphone venduti con Symbian come sistema operativo,dal 2007-2008 le percentuali sono calate in favore di iOS ed Android. A novembre 2006, Symbian raggiunse i 100 milioni di smartphone venduti che lo utilizzavano, mentre a luglio 2009 erano stati complessivamente prodotti 250 milioni di smartphone con Symbian.
Segue una tabella delle quote di mercato di Symbian OS anno per anno nel mercato dei dispositivi mobili, secondo diverse fonti ed analisti:
| Anno | Gartner (per unità vendute) | Statcounter.com (per ricerche in rete) | Statista | Altri   |
| ---- | --------------------------- | -------------------------------------- | -------- | ------- |
| 2003 | -                           | -                                      | -        | Q3: 31% |
| 2004 | -                           | -                                      | -        | Q3: 50% |
| 2005 | -                           | -                                      | -        | 73%     |
| 2006 | -                           | -                                      | -        | 56%     |
| 2007 | 64%                         | -                                      | -        |         |
| 2008 | 52%                         | -                                      | -        |         |
| 2009 | 47%                         | 35%                                    | -        |         |
| 2010 | 38%                         | 30%                                    | -        |         |
| 2011 | 19%                         | 33%                                    | -        |         |
| 2012 | 5,2%                        | 11%                                    | 11%      |         |
| 2013 | <0,9%                       | 5%                                     | 5%       |         |
| 2014 | <0,5%                       | 2,7%                                   | 1,8%     |         |
| 2015 | -                           | 1,2%                                   | 0,8%     |         |
| 2016 | -                           | -                                      | 0,3%     |         |
| 2017 | -                           | -                                      | 0,2%     |         |

## Azionisti
La partecipazione alla nascita della società nel 1998 era suddivisa tra diverse compagnie che detenevano queste quote di azioni:
- Nokia 32,2%
- Psion 31,1%
- Ericsson 17,5%
- Panasonic 7,9%
- Samsung 5%
- Siemens AG 4,8%
- Sony Ericsson 1,8%

Nel 2004, Psion ha venduto la propria partecipazione in Symbian Ltd. Le attuali quote di partecipazione sono le seguenti:
- Nokia 47,9%
- Ericsson 15,6%
- Sony Mobile Communications 13,1%
- Panasonic 10,5%
- Siemens AG 8,4%
- Samsung 4,5%

Benché BenQ abbia acquistato la divisione Siemens Mobile da Siemens AG, la relativa partecipazione in Symbian Ltd. non è passata di mano automaticamente; perché ciò avvenisse è stata necessaria l'approvazione del Symbian Supervisory Board.
A giugno 2008 Nokia annuncia di aver acquisito la totalità delle azioni di Symbian e - insieme a Motorola, Sony Ericsson, NTT DoCoMo, Texas Instruments, Vodafone, Samsung, LG e AT&T - dà vita alla Symbian Foundation, un'organizzazione non-profit che gestirà Symbian OS, distribuendo la piattaforma sotto licenza EPL, una licenza libera.
Nel luglio 2009 parte del codice di Symbian (in particolare i pacchetti che si occupano delle tecnologie di sicurezza) è già disponibile sotto licenza EPL. Symbian Foundation ritiene tale scelta simbolica in attesa della distribuzione del codice completo.